# Élections législatives de 2024 dans la Marne
Les élections législatives françaises de 2024 dans la Marne se déroulent les 30 juin et 7 juillet 2024 afin d’élire les cinq députés du département.
Cette élection a lieu à la suite de la dissolution de l'Assemblée nationale par Emmanuel Macron

## Contexte

### Institutionnel
L'article 12 de la Constitution permet au président de la République française de dissoudre l'Assemblée et d'appeler à de nouvelles élections dans les vingt à quarante jours après la signature du décret de dissolution. Il ne peut y avoir d'autre dissolution dans l'année suivant ces élections (soit jusqu'à juillet 2025).
Depuis une réforme constitutionnelle ayant eu lieu en 2000, qui avait institué un mandat présidentiel de cinq ans, les élections législatives ont coïncidé avec les élections présidentielles. Conséquence du fait majoritaire, le besoin pour le président de la République de dissoudre l'Assemblée nationale ne s'était plus présenté.

### Élections européennes
Le choix de cette dissolution est pris après la défaite de la liste Renaissance aux élections européennes qui ont eu lieu le 9 juin 2024.
| Circonscription | RN      | ENS     | PS - PP | LFI    | LR     |
| --------------- | ------- | ------- | ------- | ------ | ------ |
| Circonscription |         |         |         |        |        |
| 1re             | 33,62 % | 16,05 % | 12,45 % | 9,5 %  | 8,53 % |
| 2e              | 34,41 % | 17,33 % | 12,05 % | 8,09 % | 8,43 % |
| 3e              | 42,22 % | 14,91 % | 8,5 %   | 6,17 % | 8,57 % |
| 4e              | 40,92 % | 14,81 % | 9,69 %  | 6,59 % | 8,6 %  |
| 5e              | 49,51 % | 12,69 % | 6,66 %  | 3,45 % | 8,99 % |

## Système électoral
Les élections législatives ont lieu au scrutin uninominal majoritaire à deux tours dans des circonscriptions uninominales.
Est élu au premier tour le candidat qui réunit la majorité absolue des suffrages exprimés et un nombre de voix au moins égal au quart des électeurs inscrits dans la circonscription, soit 25 %. Si aucun des candidats ne satisfait ces conditions, un second tour est organisé entre les candidats ayant réuni un nombre de voix au moins égal à un huitième des inscrits, soit 12,5 %. Les deux candidats arrivés en tête du 1er tour se maintiennent néanmoins par défaut si un seul ou aucun d'entre eux n'a atteint ce seuil. Au second tour, le candidat arrivé en tête est déclaré élu,.
Le seuil de qualification basé sur un pourcentage du total des inscrits et non des suffrages exprimés rend plus difficile l'accès au second tour lorsque l'abstention est élevée. Le système permet en revanche l'accès au second tour de plus de deux candidats si plusieurs d'entre eux franchissent le seuil de 12,5 % des inscrits. Les candidats en lice au second tour peuvent ainsi être trois, un cas de figure appelé « triangulaire ». Les second tours où s'affrontent quatre candidats, appelés « quadrangulaire » sont également possibles, mais beaucoup plus rares,.

### Partis et nuances
Les résultats des élections sont publiés en France par le ministère de l'Intérieur, qui classe les partis en leur attribuant des nuances politiques. Ces dernières sont décidées par les préfets, qui les attribuent indifféremment de l'étiquette politique déclarée par les candidats, qui peut être celle d'un parti ou une candidature sans étiquette.
Seuls le Parti communiste français (COM), La France insoumise (FI), le Parti socialiste (SOC), le Parti radical de gauche (RDG), Les Écologistes (VEC), Renaissance (RE), le Mouvement démocrate (MDM), Horizons (HOR), l'Union des démocrates et indépendants (UDI), Les Républicains (LR), le Rassemblement national (RN) et Reconquête (REC) se voient attribuer en 2024 des nuances propres. Les coalitions Ensemble et Nouveau front populaire, ainsi que les candidats de l'alliance LR-Ciotti-RN, en bénéficient également indirectement, les nuances Ensemble ! (Majorité présidentielle) (ENS), Union de la gauche (UG) et Union de l'extrême-droite (UXD) étant attribuables aux candidats bénéficiant respectivement du soutien de deux partis du centre, de deux partis de gauche ou de deux partis d'extrême-droite,.
Tous les autres partis se voient attribuer l'une ou l'autre des nuances suivantes : EXG (extrême gauche), DVG (divers gauche), ECO (écologiste), REG (régionaliste), DVC (divers centre), DVD (divers droite), DSV (droite souverainiste) et EXD (extrême droite). Des partis comme Debout la France ou Lutte ouvrière ne disposent ainsi pas de nuances propres, et leurs résultats nationaux ne sont pas publiés séparément par le ministère, car mélangés avec d'autres partis (respectivement dans les nuances DSV et EXG).

## Élus
| Circonscription | Député sortant     | Parti | Parti | Groupe | Député élu ou réélu | Parti | Parti | Groupe |
| --------------- | ------------------ | ----- | ----- | ------ | ------------------- | ----- | ----- | ------ |
| 1re             | Xavier Albertini   |       | HOR   | HOR    | Xavier Albertini    |       | HOR   | HOR    |
| 2e              | Laure Miller       |       | RE    | RE     | Laure Miller        |       | RE    | EPR    |
| 3e              | Éric Girardin      |       | RE    | RE     | Maxime Michelet     |       | RAD   | AD     |
| 4e              | Lise Magnier       |       | HOR   | HOR    | Lise Magnier        |       | HOR   | HOR    |
| 5e              | Charles de Courson |       | LC    | LIOT   | Charles de Courson  |       | LC    | LIOT   |

## Résultats

### Taux de participation
| Taux de participation | 1er tour | 1er tour | 1er tour   | 2d tour | 2d tour | 2d tour    | Différence entre les deux tours |
| Taux de participation | En 2022  | En 2024  | Différence | En 2022 | En 2024 | Différence | Différence entre les deux tours |
| --------------------- | -------- | -------- | ---------- | ------- | ------- | ---------- | ------------------------------- |
| À midi                | 19,95 %  | 28,39 %  | 8,44       | 23,77 % | 28,85 % | 5,08       | 0,46                            |
| À 17 heures           | 38,88 %  | 59,31 %  | 20,43      |         |         |            |                                 |
| Final                 | 45,80 %  | 66,04 %  | 20,24      | 43,90 % | 66,43 % | 22,53      | 0,39                            |

### Résultats à l'échelle du département

#### Résultats par coalition
| Parti ou coalition                          | Parti ou coalition                          | Parti ou coalition                      | Premier tour | Premier tour | Premier tour | Second tour | Second tour   | Second tour | Total Sièges  | +/-           |  |
| Parti ou coalition                          | Parti ou coalition                          | Parti ou coalition                      | Voix         | %            | Sièges       | Voix        | %             | Sièges      | Total Sièges  | +/-           |  |
| ------------------------------------------- | ------------------------------------------- | --------------------------------------- | ------------ | ------------ | ------------ | ----------- | ------------- | ----------- | ------------- | ------------- |  |
|                                             |                                             | Rassemblement national (RN)             | 44 999       | 18,28        | 0            | 49 325      | 20,23         | 0           | 0             | en stagnation |  |
|                                             | Républicains à droite (RAD)                 | 39 587                                  | 16,08        | 0            | 43 424       | 17,81       | 1             | 1           | Nv            |               |  |
|                                             | L'Avenir français (LAF)                     | 17 645                                  | 7,17         | 0            | 19 859       | 8,14        | 0             | 0           | 1             |               |  |
| Total Rassemblement national et alliés (RN) | Total Rassemblement national et alliés (RN) | 102 231                                 | 41,54        | 0            | 112 608      | 46,18       | 1             | 1           | en stagnation |               |  |
|                                             |                                             | Horizons (HOR)                          | 31 303       | 12,72        | 0            | 52 969      | 21,72         | 2           | 2             | en stagnation |  |
|                                             | Renaissance (RE)                            | 30 698                                  | 12,47        | 0            | 51 895       | 21,28       | 1             | 1           | [ a ]         |               |  |
| Total Ensemble pour la République (ENS)     | Total Ensemble pour la République (ENS)     | 62 001                                  | 25,19        | 0            | 104 864      | 43,00       | 3             | 3           | en stagnation |               |  |
|                                             |                                             | La France insoumise (LFI)               | 19 405       | 7,88         | 0            | Retrait     | Retrait       | Retrait     | 0             | en stagnation |  |
|                                             | Les Écologistes (LÉ)                        | 12 835                                  | 5,21         | 0            | Retrait      | Retrait     | Retrait       | 0           | en stagnation |               |  |
|                                             | Parti communiste français (PCF)             | 9 397                                   | 3,82         | 0            |              |             |               | 0           | en stagnation |               |  |
|                                             | Parti socialiste (PS)                       | 4 774                                   | 1,94         | 0            | 0            | Nv          |               |             |               |               |  |
| Total Nouveau Front populaire (NFP)         | Total Nouveau Front populaire (NFP)         | 46 411                                  | 18,86        | 0            | Retrait      | Retrait     | Retrait       | 0           | en stagnation |               |  |
|                                             |                                             | Les Centristes - Le Nouveau Centre (LC) | 21 751       | 8,84         | 0            | 26 393      | 10,82         | 1           | 1             | en stagnation |  |
|                                             | Les Républicains (LR)                       | 6 674                                   | 2,71         | 0            |              |             |               | 0           | en stagnation |               |  |
| Total Union de la droite et du centre (UDC) | Total Union de la droite et du centre (UDC) | 28 425                                  | 11,55        | 0            | 26 393       | 10,82       | 1             | 1           | en stagnation |               |  |
|                                             | Lutte ouvrière (LO)                         | Lutte ouvrière (LO)                     | 3 237        | 1,32         | 0            |             |               |             | 0             | en stagnation |  |
|                                             | Écologie au centre (ÉAC)                    | Écologie au centre (ÉAC)                | 1 301        | 0,53         | 0            | 0           | en stagnation |             |               |               |  |
|                                             | Debout la France (DLF)                      | Debout la France (DLF)                  | 1 219        | 0,50         | 0            | 0           | en stagnation |             |               |               |  |
|                                             | Reconquête (REC)                            | Reconquête (REC)                        | 1 165        | 0,47         | 0            | 0           | en stagnation |             |               |               |  |
|                                             |                                             | Alliance révolutionnaire (AR)           | 134          | 0,05         | 0            | 0           | Nv            |             |               |               |  |
| Total Coalition citoyenne (CC)              | Total Coalition citoyenne (CC)              | 134                                     | 0,05         | 0            | 0            | Nv          |               |             |               |               |  |
|                                             |                                             |                                         |              |              |              |             |               |             |               |               |  |
| Suffrages exprimés                          | Suffrages exprimés                          | Suffrages exprimés                      | 246 124      | 97,57        |              | 243 865     | 96,10         |             |               |               |  |
| Votes blancs                                | Votes blancs                                | Votes blancs                            | 4 054        | 1,61         | 7 466        | 2,94        |               |             |               |               |  |
| Votes nuls                                  | Votes nuls                                  | Votes nuls                              | 2 069        | 0,82         | 2 434        | 0,96        |               |             |               |               |  |
| Total                                       | Total                                       | Total                                   | 252 247      | 100          | 0            | 253 765     | 100           | 5           | 5             | en stagnation |  |
| Abstentions                                 | Abstentions                                 | Abstentions                             | 129 742      | 33,96        |              | 128 253     | 33,57         |             |               |               |  |
| Inscrits/Participation                      | Inscrits/Participation                      | Inscrits/Participation                  | 381 989      | 66,04        | 382 018      | 66,43       |               |             |               |               |  |

#### Résultats par nuances
| Nuance                 | Nuance                        | Nuance                 | Premier tour | Premier tour | Premier tour | Second tour | Second tour   | Second tour | Total Sièges | +/-           |  |
| Nuance                 | Nuance                        | Nuance                 | Voix         | %            | Sièges       | Voix        | %             | Sièges      | Total Sièges | +/-           |  |
| ---------------------- | ----------------------------- | ---------------------- | ------------ | ------------ | ------------ | ----------- | ------------- | ----------- | ------------ | ------------- |  |
|                        | Rassemblement national        | RN                     | 62 644       | 25,45        | 0            | 69 184      | 28,37         | 0           | 0            | 1             |  |
|                        | Ensemble pour la République ! | ENS                    | 62 001       | 25,19        | 0            | 104 864     | 43,00         | 3           | 3            | [ a ]         |  |
|                        | Union de la gauche            | UG                     | 46 411       | 18,86        | 0            | Retrait     | Retrait       | Retrait     | 0            | en stagnation |  |
|                        | Union de l'extrême droite     | UXD                    | 39 587       | 16,08        | 0            | 43 424      | 17,81         | 1           | 1            | Nv            |  |
|                        | Divers centre                 | DVC                    | 21 751       | 8,84         | 0            | 26 393      | 10,82         | 1           | 1            | 1             |  |
|                        | Divers droite                 | DVD                    | 3 425        | 1,39         | 0            |             |               |             | 0            | 1             |  |
|                        | Les Républicains              | LR                     | 3 249        | 1,32         | 0            | 0           | en stagnation |             |              |               |  |
|                        | Extrême gauche                | EXG                    | 3 237        | 1,32         | 0            | 0           | en stagnation |             |              |               |  |
|                        | Ecologistes                   | ECO                    | 1 301        | 0,53         | 0            | 0           | en stagnation |             |              |               |  |
|                        | Droite souverainiste          | DSV                    | 1 219        | 0,50         | 0            | 0           | en stagnation |             |              |               |  |
|                        | Reconquête                    | REC                    | 1 165        | 0,47         | 0            | 0           | en stagnation |             |              |               |  |
|                        | Divers                        | DIV                    | 134          | 0,05         | 0            | 0           | en stagnation |             |              |               |  |
|                        |                               |                        |              |              |              |             |               |             |              |               |  |
| Suffrages exprimés     | Suffrages exprimés            | Suffrages exprimés     | 246 124      | 97,57        |              | 243 865     | 96,10         |             |              |               |  |
| Votes blancs           | Votes blancs                  | Votes blancs           | 4 054        | 1,61         | 7 466        | 2,94        |               |             |              |               |  |
| Votes nuls             | Votes nuls                    | Votes nuls             | 2 069        | 0,82         | 2 434        | 0,96        |               |             |              |               |  |
| Total                  | Total                         | Total                  | 252 247      | 100          | 0            | 253 765     | 100           | 5           | 5            | en stagnation |  |
| Abstentions            | Abstentions                   | Abstentions            | 129 742      | 33,96        |              | 128 253     | 33,57         |             |              |               |  |
| Inscrits/Participation | Inscrits/Participation        | Inscrits/Participation | 381 989      | 66,04        | 382 018      | 66,43       |               |             |              |               |  |

### Résultats par circonscription

#### Première circonscription
Député sortant : Xavier Albertini (Horizons)
| Candidat                 | Candidat                 | Parti et coalition       | Nuance                   | Premier tour | Premier tour | Second tour | Second tour |
| Candidat                 | Candidat                 | Parti et coalition       | Nuance                   | Voix         | %            | Voix        | %           |
| ------------------------ | ------------------------ | ------------------------ | ------------------------ | ------------ | ------------ | ----------- | ----------- |
|                          | Adrien Mexis             | RAD (RN)                 | UXD                      | 17 697       | 37,30        | 18 165      | 39,85       |
|                          | Xavier Albertini         | HOR (ENS)                | ENS                      | 16 058       | 33,84        | 27 419      | 60,15       |
|                          | Évelyne Bourgoin         | LÉ (NFP)                 | UG                       | 12 835       | 27,05        | Retrait     | Retrait     |
|                          | Vincent Varlet           | LO                       | EXG                      | 856          | 1,80         |             |             |
|                          |                          |                          |                          |              |              |             |             |
| Votes valides            | Votes valides            | Votes valides            | Votes valides            | 47 446       | 97,68        | 45 584      | 94,76       |
| Votes blancs             | Votes blancs             | Votes blancs             | Votes blancs             | 789          | 1,62         | 1 963       | 4,08        |
| Votes nuls               | Votes nuls               | Votes nuls               | Votes nuls               | 340          | 0,70         | 558         | 1,16        |
| Total                    | Total                    | Total                    | Total                    | 48 575       | 100          | 48 105      | 100         |
| Abstention               | Abstention               | Abstention               | Abstention               | 26 815       | 35,57        | 27 309      | 36,21       |
| Inscrits / participation | Inscrits / participation | Inscrits / participation | Inscrits / participation | 75 390       | 64,43        | 75 414      | 63,79       |

#### Deuxième circonscription
Députée sortante : Laure Miller (Renaissance)
| Candidat                 | Candidat                 | Parti et coalition       | Nuance                   | Premier tour | Premier tour | Second tour | Second tour |
| Candidat                 | Candidat                 | Parti et coalition       | Nuance                   | Voix         | %            | Voix        | %           |
| ------------------------ | ------------------------ | ------------------------ | ------------------------ | ------------ | ------------ | ----------- | ----------- |
|                          | Anne-Sophie Frigout      | LAF (RN)                 | RN                       | 17 645       | 36,34        | 19 859      | 41,92       |
|                          | Laure Miller             | RE (ENS)                 | ENS                      | 14 756       | 30,39        | 27 511      | 58,08       |
|                          | Stéphane Pirouelle       | LFI (NFP)                | UG                       | 10 560       | 21,75        | Retrait     | Retrait     |
|                          | Stéphane Lang            | LR (UDC)                 | DVD                      | 3 425        | 7,05         |             |             |
|                          | Ghislain Wysocinski      | ÉAC                      | ECO                      | 1 301        | 2,68         |             |             |
|                          | Marie Pace               | REC                      | REC                      | 446          | 0,92         |             |             |
|                          | Thomas Rose              | LO                       | EXG                      | 420          | 0,87         |             |             |
|                          |                          |                          |                          |              |              |             |             |
| Votes valides            | Votes valides            | Votes valides            | Votes valides            | 48 553       | 98,20        | 47 370      | 95,67       |
| Votes blancs             | Votes blancs             | Votes blancs             | Votes blancs             | 552          | 1,12         | 1 593       | 3,22        |
| Votes nuls               | Votes nuls               | Votes nuls               | Votes nuls               | 338          | 0,68         | 552         | 1,11        |
| Total                    | Total                    | Total                    | Total                    | 49 443       | 100          | 49 515      | 100         |
| Abstention               | Abstention               | Abstention               | Abstention               | 25 184       | 33,75        | 25 122      | 33,66       |
| Inscrits / participation | Inscrits / participation | Inscrits / participation | Inscrits / participation | 74 627       | 66,25        | 74 637      | 66,34       |

#### Troisième circonscription
Député sortant : Éric Girardin (Renaissance)

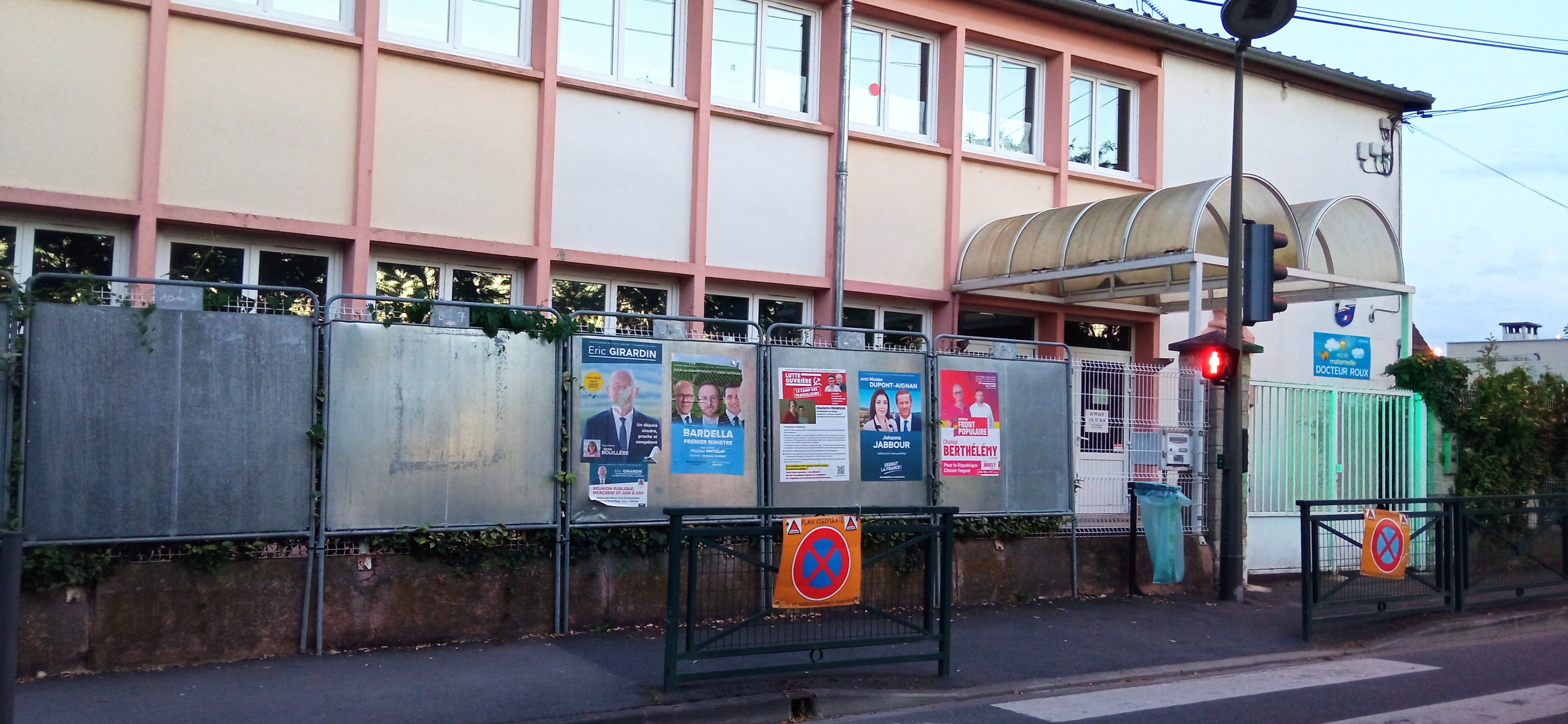
Panneau d'affichage de la circonscription.

| Candidat                 | Candidat                 | Parti et coalition       | Nuance                   | Premier tour | Premier tour | Second tour | Second tour |
| Candidat                 | Candidat                 | Parti et coalition       | Nuance                   | Voix         | %            | Voix        | %           |
| ------------------------ | ------------------------ | ------------------------ | ------------------------ | ------------ | ------------ | ----------- | ----------- |
|                          | Maxime Michelet          | RAD (RN)                 | UXD                      | 21 890       | 43,84        | 25 259      | 50,88       |
|                          | Éric Girardin            | RE (ENS)                 | ENS                      | 15 942       | 31,92        | 24 384      | 49,12       |
|                          | Chantal Berthélémy       | PCF (NFP)                | UG                       | 9 397        | 18,82        |             |             |
|                          | Johanna Jabbour          | DLF                      | DSV                      | 1 219        | 2,44         |             |             |
|                          | Charlotte Cormerais      | LO                       | EXG                      | 769          | 1,54         |             |             |
|                          | Julien Sené              | REC                      | REC                      | 719          | 1.44         |             |             |
|                          |                          |                          |                          |              |              |             |             |
| Votes valides            | Votes valides            | Votes valides            | Votes valides            | 49 936       | 96,46        | 49 643      | 95,49       |
| Votes blancs             | Votes blancs             | Votes blancs             | Votes blancs             | 1 257        | 2,43         | 1 844       | 3,55        |
| Votes nuls               | Votes nuls               | Votes nuls               | Votes nuls               | 575          | 1,11         | 498         | 0,96        |
| Total                    | Total                    | Total                    | Total                    | 51 768       | 100          | 51 985      | 100         |
| Abstention               | Abstention               | Abstention               | Abstention               | 26 708       | 34,03        | 26 507      | 33,77       |
| Inscrits / participation | Inscrits / participation | Inscrits / participation | Inscrits / participation | 78 476       | 65,97        | 78 492      | 66,23       |

#### Quatrième circonscription
Députée sortante : Lise Magnier (Horizons)
| Candidat                 | Candidat                 | Parti et coalition       | Nuance                   | Premier tour | Premier tour | Second tour | Second tour |
| Candidat                 | Candidat                 | Parti et coalition       | Nuance                   | Voix         | %            | Voix        | %           |
| ------------------------ | ------------------------ | ------------------------ | ------------------------ | ------------ | ------------ | ----------- | ----------- |
|                          | Achille Bisiaux          | RN                       | RN                       | 21 045       | 42,77        | 23 378      | 47,78       |
|                          | Lise Magnier             | HOR (ENS)                | ENS                      | 15 245       | 30,98        | 25 550      | 52,22       |
|                          | Maxence Laurent          | LFI (NFP)                | UG                       | 8 845        | 17,97        |             |             |
|                          | Gabriel Michel           | LR (UDC)                 | LR                       | 3 249        | 6,60         |             |             |
|                          | Laurent Gosseau          | LO                       | EXG                      | 690          | 1,40         |             |             |
|                          | Marty Ducanda            | AR (CC)                  | DIV                      | 134          | 0,27         |             |             |
|                          |                          |                          |                          |              |              |             |             |
| Votes valides            | Votes valides            | Votes valides            | Votes valides            | 49 208       | 97,46        | 48 928      | 96,06       |
| Votes blancs             | Votes blancs             | Votes blancs             | Votes blancs             | 840          | 1,66         | 1 436       | 2,82        |
| Votes nuls               | Votes nuls               | Votes nuls               | Votes nuls               | 442          | 0,88         | 572         | 1,12        |
| Total                    | Total                    | Total                    | Total                    | 50 490       | 100          | 50 936      | 100         |
| Abstention               | Abstention               | Abstention               | Abstention               | 27 404       | 35,18        | 26 959      | 34,61       |
| Inscrits / participation | Inscrits / participation | Inscrits / participation | Inscrits / participation | 77 894       | 64,82        | 77 895      | 65,39       |

#### Cinquième circonscription
Député sortant : Charles de Courson (Les Centristes)
| Candidat                 | Candidat                 | Parti et coalition       | Nuance                   | Premier tour | Premier tour | Second tour | Second tour |
| Candidat                 | Candidat                 | Parti et coalition       | Nuance                   | Voix         | %            | Voix        | %           |
| ------------------------ | ------------------------ | ------------------------ | ------------------------ | ------------ | ------------ | ----------- | ----------- |
|                          | Thierry Besson           | RN                       | RN                       | 23 954       | 46,99        | 25 947      | 49,57       |
|                          | Charles de Courson       | LC (UDC)                 | DVC                      | 21 751       | 42,66        | 26 393      | 50,43       |
|                          | Gaël Padiou              | PS (NFP)                 | UG                       | 4 774        | 9,36         |             |             |
|                          | Joëlle Bastien           | LO                       | EXG                      | 502          | 0,98         |             |             |
|                          |                          |                          |                          |              |              |             |             |
| Votes valides            | Votes valides            | Votes valides            | Votes valides            | 50 981       | 98,10        | 52 340      | 98,34       |
| Votes blancs             | Votes blancs             | Votes blancs             | Votes blancs             | 616          | 1,19         | 630         | 1,18        |
| Votes nuls               | Votes nuls               | Votes nuls               | Votes nuls               | 374          | 0,72         | 254         | 0,48        |
| Total                    | Total                    | Total                    | Total                    | 51 971       | 100          | 53 224      | 100         |
| Abstention               | Abstention               | Abstention               | Abstention               | 23 631       | 31,26        | 22 356      | 29,58       |
| Inscrits / participation | Inscrits / participation | Inscrits / participation | Inscrits / participation | 75 602       | 68,74        | 75 580      | 70,42       |